# Svatava Polská
Svatava Polská (asi 1046–1048 – 1. září 1126) byla třetí manželkou Vratislava II. a od roku 1085 první českou královnou.

## Původ
Svatava byla dcerou polského knížete Kazimíra I. a jeho choti Dobroněgy Kyjevské, dcery Vladimíra I. Kyjevského, a po prababičce Doubravce byla spřízněna s Přemyslovci. Jejími bratry byli polští panovníci Boleslav II. Smělý a Vladislav I. Heřman.

## Svatba s Vratislavem
Ke sňatku Svatavy s Vratislavem došlo zřejmě v roce 1062, rok po smrti předchozí kněžny, Vratislavovy druhé manželky Adléty Uherské. Jeho první manželka zemřela při předčasném porodu poté, co ji Spytihněv II. věznil. Podle německých historiků bylo Svatavě v době sňatku asi 15 let, podle Oswalda Balzera 19 až 22.
Důvodem ke svatbě bylo zachování neutrality Čech v polsko-německém konfliktu a Vratislav tak potvrdil přátelské vztahy se Svataviným bratrem, polským knížetem (později králem) Boleslavem II. Smělým, se kterým ale Vratislav později bojoval o česko-polské hranice.

## Kněžna Svatava
K Vratislavovým čtyřem dětem Svatava přidala Boleslava, Bořivoje, Vladislava, Soběslava a Juditu. Nejmladší potomek, Soběslav, se narodil zřejmě v roce 1075. V té době už byla Svatava zralou ženou a matkou, proto snad měla k nejmladšímu synovi poněkud jiný vztah. Tři z jejích synů – Bořivoj, Vladislav a Soběslav – se stali knížaty v neklidných letech po smrti jejich otce, dceru Juditu její otec provdal za svého přítele a rádce Wiprechta Grojčského.
O manželce knížete se ovšem nezachovalo z této doby příliš zpráv, snad jen ta, že podporovala vyšehradskou kapitulu.

## Korunovace
V dubnu 1085 se konal dvorský sjezd v Mohuči, který se významně zapsal do českých dějin. Vratislav II. obdržel od císaře Jindřicha IV. za své věrné služby královskou korunu (ovšem jen nedědičnou), byl zbaven poplatků a povinován účastí českých vládců s družinou na korunovačních cestách římskoněmeckých panovníků do Říma. Postupně se tak uvolňovaly vazby českých a německých panovníků.
15. června 1085 na Pražském hradě trevírský arcibiskup Egilbert Vratislava a jeho manželku korunoval králem a královnou, při této příležitosti je uváděn u Vratislava i titul krále polského.
| „                 | Mezitím Egilbert, arcibiskup trevírský, jsa poslušen císařova rozkazu, přijel do hlavního sídla Prahy a dne 15. června při slavné mši svaté pomazal Vratislava, oděného královskými odznaky, na krále a vložil korunu na hlavu jeho i na hlavu jeho manželky Svatavy, oblečené v královské roucho. | “ |
| — Kosmova kronika | |   |

U příležitosti korunovace vznikl Kodex vyšehradský.

## Vdova
Vratislav si užíval titulu krále šest let, zemřel 14. ledna 1092. Svatava tak ovdověla a přihlížela poté bojům mezi členy přemyslovského rodu. V roce 1111 sehrála roli při jednání Vladislava I. s Boleslavem III. Křivoústým. Po králově smrti Svatava také usmiřovala své nejmladší syny Soběslava a Vladislava.
V roce 1125 umírající Vladislav I. potvrdil jako svého nástupce Otu II. Olomouckého, jehož nástupnictví podporovala také Vladislavova manželka Richenza z Bergu. Teprve zásah královny matky jeho rozhodnutí změnil. Po velkém nátlaku, k němuž se připojil i Svatavin přítel biskup Ota Bamberský, se umírající kníže s bratrem smířil, i když velice nerad.
Svatava, která byla více než 30 let vdovou, ještě zažila vítězství svého syna Soběslava v bitvě u Chlumce a zemřela 1. září 1126. Pohřbená je stejně jako její manžel na Vyšehradě v kostele sv. Petra a Pavla.

## Potomci
Z pěti známých dětí Vratislava II. a Svatavy se všechny dožily dospělosti.
- Boleslav († 1091) , olomoucký údělník
- Bořivoj II. (1064? - 1124), český kníže

∞ 1100 Helbirga Babenberská
- Vladislav I. († 1125), český kníže

∞ 1111? Richenza z Bergu
- Soběslav I. (1075? - 1140), český kníže

∞ 1123 Adleyta Arpádovna
- Judita Grojčská (1066? - 1108)

∞ 1086 Wiprecht Grojčský

## Genealogie
| Měšek II. Lambert nar. 990 † 1034 | Měšek II. Lambert nar. 990 † 1034 |                                       |                                       | Richenza Lotrinská nar. ok. 993 † 1063 | Richenza Lotrinská nar. ok. 993 † 1063 |  |  | Vladimír I. nar. ? † 1015 | Vladimír I. nar. ? † 1015 |                                          |                                          | Adela von Eningen nar.? † r.po 1018 | Adela von Eningen nar.? † r.po 1018 |
|                                   |                                   |                                       |                                       |                                        |                                        |  |  |                           |                           |                                          |                                          |                                     |                                     |
|                                   |                                   |                                       |                                       |                                        |                                        |  |  |                           |                           |                                          |                                          |                                     |                                     |
|                                   |                                   | Kazimír I. Obnovitel nar. 1016 † 1058 | Kazimír I. Obnovitel nar. 1016 † 1058 |                                        |                                        |  |  |                           |                           | Dobroněga Kyjevská nar. 1010–1016 † 1087 | Dobroněga Kyjevská nar. 1010–1016 † 1087 |                                     |                                     |
|                                   |                                   |                                       |                                       |                                        |                                        |  |  |                           |                           |                                          |                                          |                                     |                                     |
|                                   |                                   |                                       |                                       |                                        |                                        |  |  |                           |                           |                                          |                                          |                                     |                                     |
|                                   |                                   |                                       |                                       |                                        |                                        |  |  |                           |                           |                                          |                                          |                                     |                                     |

|                              |                              | Vratislav II. nar. po 1032 †zm. 1092 OO 1062 | Vratislav II. nar. po 1032 †zm. 1092 OO 1062 | Svatava Polská (nar. 1046–1048, † 1126) | Svatava Polská (nar. 1046–1048, † 1126) |                               |                               |                                      |                                      |
|                              |                              |                                              |                                              |                                         |                                         |                               |                               |                                      |                                      |
|                              |                              |                                              |                                              |                                         |                                         |                               |                               |                                      |                                      |
|                              |                              |                                              |                                              |                                         |                                         |                               |                               |                                      |                                      |
| Boleslav nar. po 1062 † 1091 | Boleslav nar. po 1062 † 1091 | Bořivoj II. nar. ok. 1064 † 1124             | Bořivoj II. nar. ok. 1064 † 1124             | Vladislav I. nar. ? zm. † 1125          | Vladislav I. nar. ? zm. † 1125          | Soběslav I. nar. ? zm. † 1140 | Soběslav I. nar. ? zm. † 1140 | Judita Přemyslovna nar. ? zm. † 1108 | Judita Přemyslovna nar. ? zm. † 1108 |